# Lördagen den 5/10
Lördagen den 5/10 är en svensk dramafilm från 1969 i regi av Roy Andersson. Den utspelar sig under en dag och handlar om ett ungt par i Stockholm. Filmen har en realistisk stil med lös berättarstruktur och gjordes som elevfilm under Anderssons tid vid Filmskolan. Filmen gavs ut på DVD 2009 som del av boxen 5 x Roy Andersson, tillsammans med de tidigare elevfilmerna Besöka sin son och Hämta en cykel, samt de senare kortfilmerna Någonting har hänt och Härlig är jorden.

## Medverkande
- Bernt Hedberg som Bernt
- Rose Lagercrantz som Marianne, hans fästmö
- Ingeborg Kähr som Bernts mor
- Gunnar Ossiander som vicevärden
- Stefan Böhm som bagaren
- Curt Ericson som Curt, kolonistugeägaren, Bernts arbetskamrat
- Sol-Britt Pilotti som Curts fru
- Lars Karlsteen som Lasse, Curts granne
- Gunvor Tännérus som Lasses fru
- Erik Hansson som Erik, en besökare på Curts kolonilott